# Halveringstid
Halveringstid (T½) betegner den tid der går, før en (eksponentielt) aftagende størrelse er halveret.
Udtrykket halveringstid bruges næsten udelukkende til henfald processer der er eksponentielle fx radioaktivt henfald, eller tilnærmelsesvis eksponentielt såsom biologisk henfald.
Halveringstiden er konstant over levetiden for en eksponentielt henfaldende mængde, og den er en karakteristisk enhed for den eksponentielle henfaldsligninger.
Erneste Rutherford opdagede konceptet halveringstid i 1907

## Matematisk halveringstid
I matematik kan halveringstiden beskrives som følger: Hvis {\displaystyle f(t)} er en eksponentielt aftagende funktion, er halveringstiden {\displaystyle T_{1/2}}
defineret ved at {\displaystyle f(t+T_{1/2})={\frac {1}{2}}\cdot f(t)} for alle værdier af t.
Når regneforskriften angives på formen {\displaystyle f(t)=b\cdot a^{t}} hvor 0 < a < 1, er halveringstiden givet ved {\displaystyle T_{1/2}={\frac {\ln(1/2)}{\ln(a)}}}. I mange matematikbøger bruges begrebet halveringskonstant i stedet for halveringstid, men halveringskonstanter bruges normalt kun i situationer, hvor den uafhængige variabel betegner tid. Hvis man prøver at beregne halveringstiden for en eksponentielt voksende funktion, får man beregnet minus fordoblingstiden.

## Fysisk halveringstid
I fysik er halveringstiden et statistisk mål for, hvor længe atomkerner af en ustabil isotop kan eksistere, før de henfalder. Betragter man et antal identiske atomkerner, vil halvdelen af kernerne være henfaldet efter én halveringstid. Efter endnu en halveringstid er der halvdelen af halvdelen, dvs. en fjerdedel af de oprindelige kerner tilbage og så fremdeles. Når N betegner antallet af kerner til tiden t, N0 betegner antallet af kerner til at begynde med, og T½ er halveringstiden, gælder
således {\displaystyle N(t)=N_{0}\cdot \left({\frac {1}{2}}\right)^{t/T_{1/2}}}.
Eller {\displaystyle N(t)=N_{0}\cdot e^{-k\cdot t}}
Hvor k er henfaldskonstanten, der pr definition er den relative henfaldssandsynlighed per tidsenhed for kerner af en given isotop. Der er følgende sammenhæng mellem halveringstiden og henfaldskonstanten: {\displaystyle T_{1/2}={\frac {\ln(2)}{k}}}.
Et svagt radioaktivt stof har ofte en lang halveringstid. Eksempelvis har 238-U en halveringstid på 4,5 milliarder år, og er ikke særlig radioaktivt. Et stærkt radioaktivt stof har derfor en kort halveringstid. Eksempelvis har 131-I en halveringstid på 8,2 dage, og er altså stærk radioaktivt.

## Biologisk halveringstid
I biologi benyttes halveringstider bl.a. til at beskrive udskillelsestiden for stoffer fra organismen. Det kan f.eks. dreje sig om miljøgifte, tungmetaller, rusmidler, hormoner og medicin.
En biologisk halveringstid er den tid, det tager for et stof (lægemiddel, radioaktivt nuklid eller andet) at miste halvdelen af dets farmakologiske, fysiologiske eller radiologiske aktivitet. I medicinsk sammenhæng kan halveringstiden også beskrive den tid, det tager for koncentrationen af et stof i blodplasma at nå halvdelen af dets stabilitet værdi.
F.eks. Er den biologiske halveringstid for vand hos et menneske ca. 9 til 10 dage,  skønt dette kan ændres af opførsel og andre forhold. Den biologiske halveringstid for cæsium hos mennesker er mellem en og fire måneder.
Forholdet mellem det biologiske og plasma halveringstiden af et stof kan være indviklet, pga faktorer som f.eks ophobningen i væv, aktive metabolitter og påvirkningen af receptorer 
Mens en radioaktivt isotop næsten altid henfalder perfekt i forhold til reaktionen af den “første ordens kinetik”, hvor konstanten er et konstant nummer , som følge af eliminationen af en substans fra et levende organisme, hvoraf der for det meste forekommer flere komplekse kemiske reaktioner.
Formålet med halveringstid er også blevet brugt i forhold til undersøgelse af pesticider i planter, og nogle kilder forbeholder at risikoen for pesticider og vurdering af indvirkningen afhænger af og er følsom overfor information der beskriver spredningen til og fra andre planter.

## Historisk eksempel på kulstof-14 datering ved halveringstid
I historien gjorde forskere og flere arkæologer arkæologiske fund, eksempelvis fandt man i 2008 en massegrav med 35 skeletter, alle mænd, de var blevet brutalt myrdet, kulstof 14 dateringen viste, at den stammede cirka fra år 1000, forskere mener, at de har været ofre for danemordet i 1002. Man fandt antal kulstof-14 isotoper i knoglogerne fra massegraven, og ud fra kulstof 14 datering, fandt man halveringstiden, og dermed resultatet at det var ca. 1000 år gammelt, som passer til Danemordets årstal.
Mændene var kraftigt bygget, det var befolkningen i det daværende Skandinavien. Ofrene fra massegraven var højere end gennemsnittet i England på daværende tidspunkt, men passede sammen med gennemsnitshøjden i Skandinavien på daværende tidspunkt. - Afsnit 78: Danemordet 1002, historisk podcast
Bekræfter pointen: Strontiumisotop analyser viser, at danerne kom til udefra og stammede fra Skandinavien. Derudover sad skaderne i ryggen. Kun 2 af 35 blev tolket som krigere og el. vikinger. Skeletterne manglede krigsskader. Ca. 150km syd fra Oxford blev i 2009 fundet en anden massegrav, der ses i sammenhæng med folkedrabet: "Danemordet". I dette eksempel var samme pointer afgørende for, at det var Danemordet 1002. Afsnit 78: Danemordet 1002, historisk podcast

## Usikkerhed i halveringstiden
Et menneske, plante osv. stopper med at afgive kulstof med omgivelser med tiden. Det betyder, at der er usikkerheder på halveringstiden. Kulstof-14 har halveringstiden på 5.730 år, dvs. at hvis noget er 60.000 år eller derover, vil det være svært at datere alderen præcist, fordi det organiske materiale er halveret mange gange. Derudover regner man med, at der altid har været den samme mængde kulstof-14 i jordens atmosfære, hvilket kan være svært at tyde så mange år tilbage.